# Martin Schlott (Landrat)
Martin Schlott (* im 19. Jahrhundert; † im 19. Jahrhundert) war ein deutscher Landrat.

## Leben
Martin Schlott absolvierte ein Studium der Rechtswissenschaften und war als Kreissekretär beim Landratsamt Kirchhain
und beim Kreis Fritzlar tätig, bevor er 1849 zum Landrat des Landkreises Schlüchtern ernannt wurde. Mit dem Amt verbunden war die Tätigkeit als Verwaltungsbeauftragter des Evangelischen Schullehrer-Seminars Schlüchtern. Diese Ämter übte er bis 1851 aus, als er nach Schmalkalden wechselte und dort Regierungsassessor wurde. Er war zugleich Vorsitzender des Stadtkirchenkastens und Mitglied der Kreiskassen-Kommission.
Darüber hinaus leitete er als Direktor des Landeskrankenhauses die Verwaltung.